# Wygnani poeci
Wygnani poeci – drugi studyjny album grupy Wszystkiego Najlepszego, zarejestrowany w Bydgoszczy w prywatnym studio nagrań Rafinski.eu. Oficjalna premiera miała miejsce 07.09.2019 podczas Dąbrowskich Spotkań z Poezją Śpiewaną "Zamczysko".

## Muzycy
- Justyna Rzeźnikowska  – śpiew, instrumenty perkusyjne
- Beata Łapińska - śpiew
- Maciej Rzeźnikowski - gitara, śpiew
- Iwo Jankowski - gitara, śpiew
- Tomasz Keszkowski - gitara, harmonijka ustna, śpiew
- Sławomir Szymeczko - gitara basowa

gościnnie:
- Adam Rusinek - pianino (6, 12, 14)
- Tomasz Pawlicki - flet poprzeczny (5, 12, 14)
- Krzysztof Pilarski - skrzypce (4, 7, 11, 13)
- Izabela Kamińska - skrzypce (10)
- Leszek Czenkusz - akordeon (2, 9)
- Grzegorz Bielawski - śpiew

## Lista utworów
| 1.  | "Domy szczęśliwe" sł. Aleksandra Bacińska, muz. Maciej Rzeźnikowski    | 4:31  |
|     |                                                                        |       |
| 2.  | "Przejazdem" sł. i muz. Maciej Rzeźnikowski                            | 4:52  |
|     |                                                                        |       |
| 3.  | "Spotkaj się ze mną" sł. Aleksandra Bacińska, muz. Maciej Rzeźnikowski | 3:44  |
|     |                                                                        |       |
| 4.  | "Łemkowyna" sł. Krzysztof Kasperczyk, muz. Maciej Rzeźnikowski         | 5:03  |
|     |                                                                        |       |
| 5.  | "Dom w Beskidzie" sł. Krzysztof Kasperczyk, muz. Maciej Rzeźnikowski   | 4:02  |
|     |                                                                        |       |
| 6.  | "Jarzębina" sł. i muz. Maciej Rzeźnikowski                             | 3:56  |
|     |                                                                        |       |
| 7.  | "Za oknem" sł. i muz. Maciej Rzeźnikowski                              | 3:11  |
|     |                                                                        |       |
| 8.  | "Wygnani poeci" sł. i muz. Maciej Rzeźnikowski                         | 4:34  |
|     |                                                                        |       |
| 9.  | "Z pudła gitary" sł. Krzysztof Kasperczyk, muz. Maciej Rzeźnikowski    | 3:29  |
|     |                                                                        |       |
| 10. | "Kalendarzowa" sł. Aleksandra Bacińska, muz. Maciej Rzeźnikowski       | 4:35  |
|     |                                                                        |       |
| 11. | "Stary Kowboj" sł. Jerzy Michotek, muz. Maciej Rzeźnikowski            | 4:22  |
|     |                                                                        |       |
| 12. | "Wieczór we troje" sł. Krzysztof Kasperczyk, muz. Maciej Rzeźnikowski  | 4:20  |
|     |                                                                        |       |
| 13. | "Maria Zielna" sł. Adam Ziemianin, muz. Maciej Rzeźnikowski            | 3:45  |
|     |                                                                        |       |
| 14. | "Nie pamiętam" sł. Aleksandra Bacińska, muz. Maciej Rzeźnikowski       | 4:48  |
|     |                                                                        |       |
|     |                                                                        | 59:12 |
|     |                                                                        |       |

## Informacje uzupełniające
- Realizacja dźwięku – Łukasz Rafiński
- Projekt graficzny okładki – Katarzyna Baszak, Szymon Milner